# Genowefa Czekała-Mucha
Genowefa Czekała-Mucha (ur. 27 maja 1931, zm. 11 stycznia 2020) – polska reporterka, związana z miesięcznikiem „Kontynenty”.
Znana na przełomie lat 70. i 80., kiedy to publikowała regularnie książkowe reportaże z podróży do krajów arabskich i afrykańskich. W 2007 roku przypomniała się książką Bogowie Beninu nie umierają: tradycja i kultura Afryki Zachodniej. Pochowana na Cmentarzu Srebrzysko w Gdańsku (rejon V, polana VI-1-62).

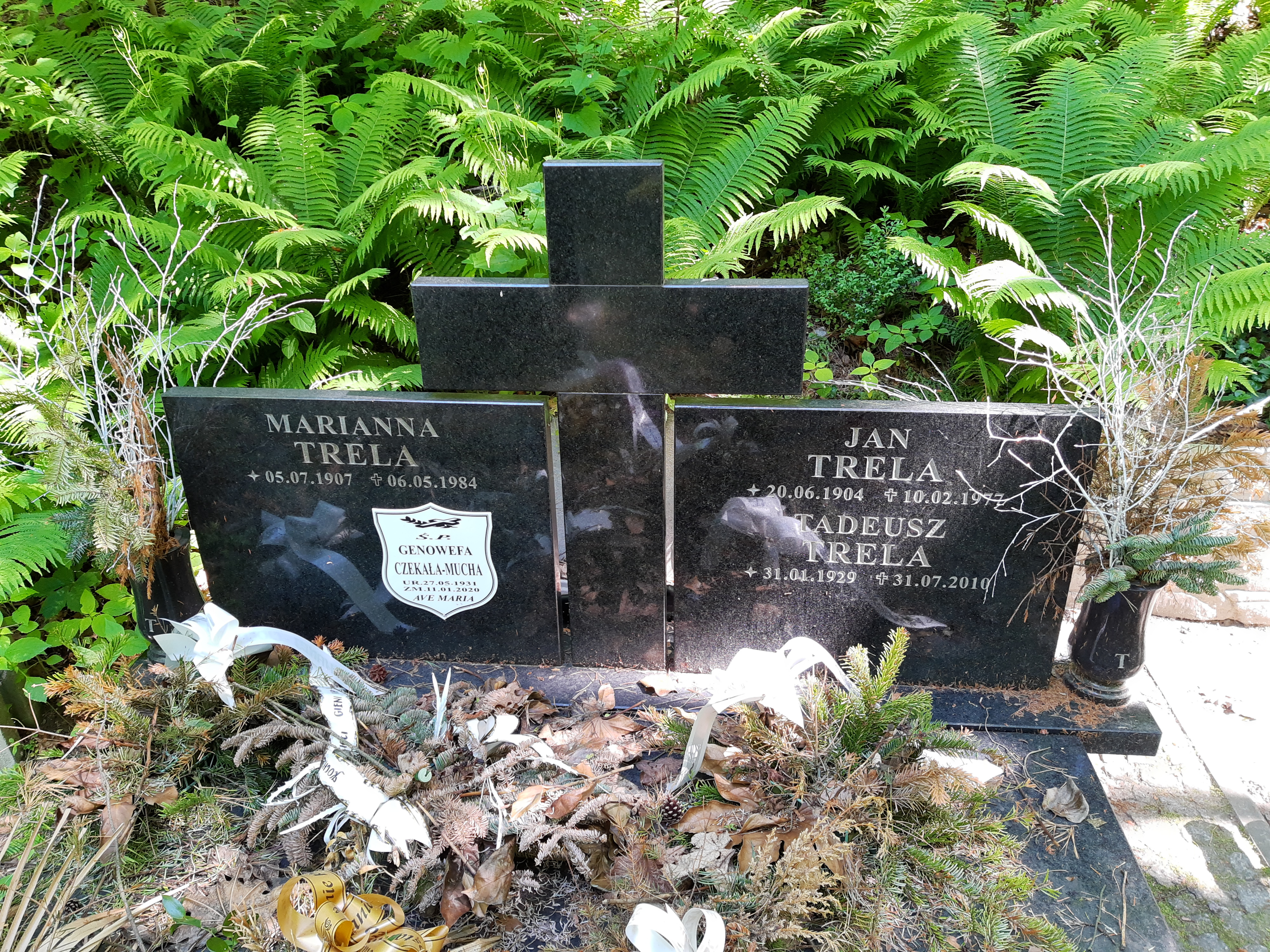
Grób Genowefy Czekały-Muchy na Cmentarzu Srebrzysko

## Książki
- Mau Mau (1962, w serii „Sensacje XX wieku”, jako Genowefa Czekałowa)
- Fetysz na tronie (1970)
- Nafta, wino i marabuci (1972)
- Przemiany wewnętrzne i polityka zagraniczna Algierii 1962–1972 (1974)
- W kręgu Pustego Półksiężyca: reportaże z Jemenu Północnego, Południowego, Zjednoczonych Emiratów Arabskich (1976)
- Uhuru (1978)
- Królestwa na piasku (1979)
- Sprawa Françoise Claustre (1979)
- Bellona nad Zatoką Gwinejską (1980)
- Operacja „Ylang-ylang” (1983)
- Różne barwy Sahelu (1984)
- Wędrówki po Angoli (1986)
- Bogowie Beninu nie umierają: tradycja i kultura Afryki Zachodniej (2007)